# St. Josef (Remscheid-Süd)

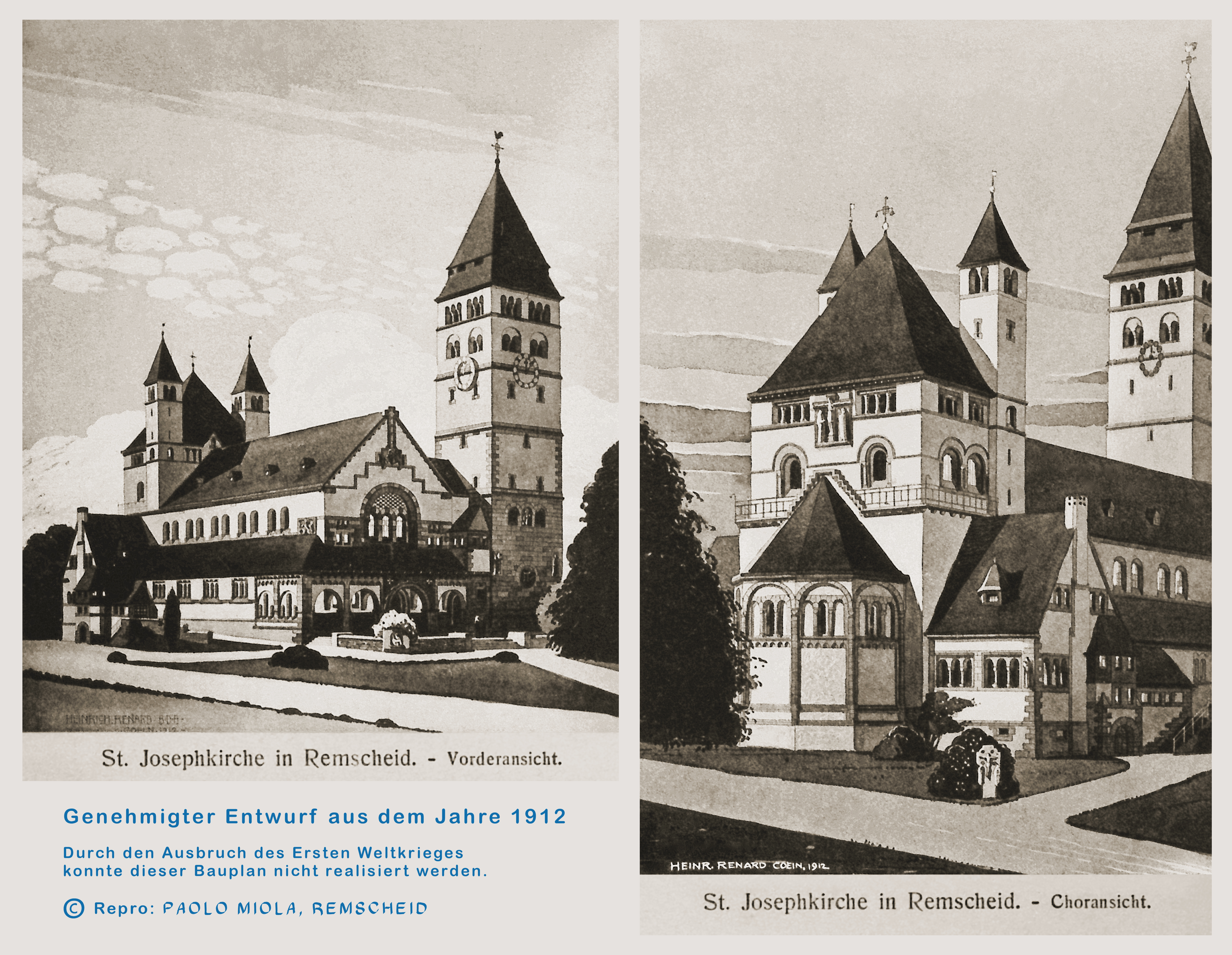
Erster Wunsch-Bauplan von 1912 des Kölner Erzdiözesanbaumeisters Heinrich Renard im Stil einer frühromanischen Basilika

St. Josef-Kirche in Remscheid-Süd (erbaut 1928)

Die Kirche St. Josef ist eine römisch-katholische Kirche im Südbezirk der Stadt Remscheid in Nordrhein-Westfalen.

Orgelempore, St. Josef-Kirche zu Remscheid (Orgelneubau von 1988)

Das gestiftete, farbenprächtige Hauptfenster von St. Josef wurde im Zweiten Weltkrieg zerstört. (Ausführung: Ludwig Preckel, Köln)

Die fünf Glocken von St. Josef im Jahr 2004

## Geschichte
1904 gründete sich der Kirchbauverein St. Josef. Nach Entwürfen des damaligen Erzdiözesanbaumeisters Heinrich Renard wurde am 27. Juli 1914 mit den Erd- und Mauerarbeiten begonnen. Die Kirche sollte im Stil einer frühromanischen Basilika errichtet werden. Das Baugrundstück spendete Johann Vaillant, Gründer des Heizgerätetechnik-Unternehmens „Vaillant“. Nur eine Woche später, am 3. August 1914, wurden die Bauarbeiten infolge des Ausbruchs des Ersten Weltkrieges eingestellt. 77.000 Reichsmark gingen verloren. Erst 1925 rückte das Wunschprojekt einer eigenen Kirche im Südbezirk – durch die Gründung eines neuen Kirchbauvereins und bald konkreter Architektenpläne – wieder näher. Eine katholische Volksschule (Schule Menninghausen) in direkter Nähe bestand bereits seit dem Jahre 1898; der Kirchbau auf der gegenüberliegenden Straßenseite war ein ersehntes Ziel. Aus finanziellen und städtebaulichen Gründen wurde der von Kardinal Schulte favorisierte Entwurf eines neobarocken Sakralbaus verworfen. Nach neuen, schlichteren Entwürfen desselben Lenneper Architekten – Otto Christ – entschied sich die Gemeinde dann  für einen Entwurf im Stil der „Neuen Sachlichkeit“. Nach nur zehn Monaten Bauzeit konnte St. Josef am 16. Dezember 1928 durch den Kölner Weihbischof Joseph Hammels eingeweiht werden.
Das Gotteshaus gehörte bis zum 1. November 1951 als Rektoratskirche der Pfarrei St. Suitbertus an; danach war sie die Heimat einer eigenständigen, wachsenden Pfarrgemeinde. Am 1. Januar 2011 schlossen sich die ehemals selbständigen Gemeinden St. Suitbertus, St. Josef, St. Marien und St. Engelbert zur Pfarrei St. Suitbertus zusammen.
St. Josef besitzt als einzige Kirche in Remscheid eine Krypta, die für Werktagsmessen und spezielle religiöse Angebote genutzt wird. Sonntags (08:00 Uhr) und an großen kirchlichen Feiertagen wird in St. Josef eine heilige Messe in der überlieferten Form des Römischen Ritus gefeiert, zusätzlich zu den gewohnten Gemeindemessen. Zelebranten dieser „Tridentinischen Messe“ sind die Geistlichen der Priesterbruderschaft St. Petrus aus Köln.

## Orgel
Die heutige Orgel wurde 1988 von dem Orgelbauer Seifert (Kevelaer) erbaut; die Weihe wurde am 30. Oktober 1988 vollzogen. Das Instrument hat 26 Register auf zwei Manualen und Pedal. Die Spiel- und Registertrakturen sind mechanisch.
| I Hauptwerk C–   |     |
| Bordun           | 16′ |
| Principal        | 8′  |
| Gedeckt          | 8′  |
| Oktave           | 4′  |
| Rohrflöte        | 4′  |
| Sesquialter I-II |     |
| Superoktave      | 2′  |
| Mixtur IV        |     |
| Trompete         | 8′  |
| Tremulant        |     |

| II Schwellwerk C– |       |
| Holzflöte         | 8′    |
| Salicional        | 8′    |
| Voix céleste      | 8′    |
| Principal         | 4′    |
| Traversflöte      | 4′    |
| Waldflöte         | 2′    |
| Larigot           | 1 ⁄3′ |
| Scharff IV        |       |
| Dulcian           | 16′   |
| Hautbois          | 8′    |
| Clairon           | 4′    |
| Tremulant         |       |

| Pedal C–         |     |
| Subbaß           | 16′ |
| Principalbaß     | 8′  |
| Gedecktbaß       | 8′  |
| Tenoroktave      | 4′  |
| Rauschpfeife III |     |
| Posaune          | 16′ |

- Koppeln: II/I, I/P, II/P

## Glockengeschichte
Insgesamt fünf Glocken bilden heute das Geläut der Kirche. Die vier neu gegossenen Glocken aus dem Jahr 1965 tragen die Patronatsnamen „St. Josef“, „St. Marien“, „St. Michael“ und „St. Helena“. Eine alte Leihglocke aus dem Jahre 1620 hing seit dem 25. Juli 1952 im Turm. Sie wurde im Dezember 2014 einer tschechischen Gemeinde rückführend übergeben. Als Ersatz erhielt die Remscheider Gemeinde eine im Jahre 1960 gegossene Glocke aus dem Ruhrgebiet, welche dort nicht mehr benötigt wurde. „St. Elisabeth“ hat jetzt in St. Josef eine neue Heimat gefunden und komplettiert wieder das fünfstimmige Geläut.

### 24. Dezember 1929 – Erste Glocke
Aus Geldmangel konnte sich die neue Rektoratsgemeinde im Jahre 1929 nur die Anschaffung einer einzigen Glocke leisten. Gießer Ernst Karl (Karl II) Otto in Hemelingen bei Bremen fertigte das 1,22 Meter breite und 1.182 Kilogramm schwere Stück aus Stahlguss. Die am 15. Dezember 1929 geweihte Glocke trug den Namen „Schutzengelglocke“. Sie erklang im Ton „f“.
Inschrift: „Heiliger Schutzengel, beschütze uns im Streite“

### 21. Februar 1942 – Glocke wird konfisziert
In den Jahren des II. Weltkrieges wurden unzählige Glocken von den Kirchtürmen herabgezogen; sie sollten für die Waffenindustrie eingeschmolzen und zu Kanonen umgewandelt werden. Während man in manchen Kirchen (auch in Remscheid) wenigstens einen Klangkörper des Geläutes verschonte, musste St. Josef, zum großen Schmerz vieler Gläubigen, ihre einzige Glocke abgeben. Sie ist auch nicht mehr zurückgekehrt.

### 1952 – Leihglocke
Eine sogenannte Leihglocke aus Oderberg im Kreis Teschen hatte den Krieg unbeschadet überstanden und fand am 25. Juli 1952 den Weg in die Glockenstube der Remscheider St.-Josef-Kirche. Das Bronzestück wiegt 1.200 Kilogramm, ist 1,27 Meter breit, erklingt im Schlagton „f“ und war 1620 von Hans Knauf in Troppau gegossen worden.

### 1965 – Vier neue Bronzeglocken
Auf Initiative des Pfarrers Josef Wolters wurden durch Spenden vier neue Bronzeglocken finanziert, die am 2. Dezember 1965 in der Gießerei Petit & Gebr. Edelbrock in Gescher gegossen und am 4. Adventssonntag 1965 geweiht wurden:
- „St. Josef“, 1800 kg, 141 cm, „d“, Inschrift: „Heiliger Josef, Schutzpatron, bitte für uns!“
- „St. Maria“, 680 kg, 103 cm, „g“, Inschrift: „Maria, Königin des Friedens, erhalte uns den Frieden!“
- „St. Michael“, 450 kg, 92 cm, „a“, Inschrift: „Heiliger Schutzengel, beschütze uns im Streite!“
- „St. Helena“, 400 kg, 90 cm, „b“, Inschrift: „Heilige Helena, durch Kreuz und Leid führ' uns zur ew'gen Herrlichkeit!“

### 3. Dezember 2014 – Leihglocke wird rückgeführt
Auf Drängen der Gemeinde von Bohumin (Oderberg) und der tschechischen Botschaft wurde die dort 1620 gegossene Glocke zurückgegeben. Dafür musste der mittlere Schallbogen im Turm aufgebrochen werden. Als Ersatz erhielt St. Josef die im Jahr 1960 gegossene Glocke „St. Elisabeth“ aus der Gladbecker Kirche St. Elisabeth mit der Inschrift: „St. Elisabeth, sei uns Führung und Schutz“.

## Besonderheit

Die gekrönte Fatima-Madonna in der Remscheider Kirche Sankt Josef wurde 1964 in Fatima geschaffen und vom dortigen Bischof gesegnet.

Im Eingangsbereich der Kirche steht seit den 1960er-Jahren eine sehenswerte „Fatima-Madonna“ in einer Nische; sie dient der Gemeinde zur persönlichen Andacht. Brennende Votivkerzen davor sind Ausdruck des Gebetes. Gutherzige Spenden der Gemeindeangehörigen machten diese besonders gelungene und fast lebensgroße Darstellung der Gottesmutter möglich. Sie wurde im portugiesischen Wallfahrtsort Fatima eigens für die Remscheider St.-Josef-Kirche angefertigt und vom Bischof von Leiria, João Pereira Venâncio, gesegnet. Die Gesichtszüge der Statue sind von atemberaubender Lebendigkeit gekennzeichnet. Der langjährig (1975–2004) und segensreich wirkende Pfarrer der Remscheider St.-Josef-Gemeinde, Pastor Karl-Ernst Jeners († 2004), durfte die Figur mit der Erlaubnis und dem Wohlwollen der Kölner Kirchenbehörde am 27. Oktober 1985 schließlich krönen. Pastor Jeners stiftete zudem während seiner priesterlichen Schaffensjahre einige sakrale Kunstwerke zur Ausstattung des Gotteshauses.

Grafik für die Sankt-Josef-Kirche in Remscheid-Süd

## Heilige Messen in anderen Sprachen
Polnisch: Gegenwärtig sonntags um 12:00 Uhr und donnerstags um 19:00 Uhr (Vormals in St. Engelbert)
Kroatisch: Sonntags um 14:00 Uhr